# Siboglinum microcephalum
Siboglinum microcephalum är en ringmaskart som beskrevs av Ivanov 1960. Siboglinum microcephalum ingår i släktet Siboglinum och familjen skäggmaskar. Inga underarter finns listade i Catalogue of Life.